# Андреа I Музака
Андреа І Музака (алб. Andrea I Muzaka нар. ? — пом. 1319) — албанський правитель князівства Берат і член сім'ї Музака. Отримавши титул — севастократора від візантійського імператора, його правління було де-факто незалежним до 1319 року.

## Біографія
Андреа I походив зі знатної родини Музака, яка проживала на півдні Албанії.
У 1279 році його родич Джон Музака, як союзник візантійського імператора Михаїла VIII Палеолога, боровся з експансіоністськими зусиллями Карла I, який в 1272 році заснував Албанське королівство (алб. Mbretëria e Arbërisë) в 1272 році навколо важливого портового міста Дуррес (Діррахіон).
Андреа Музака став васалом Карла, який нагородив його титулом — «Маршал Албанії» (алб. Marshall i Shqipërisë).
Після того, як анжуйці були в значній мірі вигнані з Албанії (1281 р.) коаліцією візантійців і місцевих албанських військ, Андреа Музака встановив незалежне територіальне правління, яке пізніше включало район Мізеке на захід від Берата — між Деволом і Аооса. Оскільки він мав високий візантійський титул севастократора, він був офіційно визнаний імператором Андроніком II як губернатор Центральної Албанії.
У союзі з візантійцями Музака також протистояв сербам, які під керівництвом короля Стефана Уроша II Милутина атакували Албанію з півночі.
З 1335 року його онук Андреа II значно розширив правління сім'ї в Центральній Албанії.

## Сім'я
У Андреа I було два сини:
- Теодор I Музака (? — 1331) — дворянин і протосебастос жив в кінці XIII — початку XIV століття;
- Ментуло Музака (1319 — ?) — граф Клісанії[5]